# Bartholomeus Meyburgh
Bartholomeus Meyburgh (Maassluis, 1628 - Den Haag, ca. 1708/1709) was een Noord-Nederlandse schilder, gespecialiseerd in portretten en diervoorstellingen.
Hij is ook bekend onder de namen Meyburg, Meyburch, of Meijburch. Hij begon zijn carrière in Maassluis, waar hij tussen 1650 en 1653 werkzaam was. In 1653 reisde hij samen met zijn leerling Christoffel Pierson naar Duitsland, waar zij in Bremervörde de opperbevelhebber van de Zweedse strijdkrachten in Duitsland, Carl Gustav Wrangel, portretteerden.
Vanaf 1661 vestigde Meyburgh zich in Den Haag, waar hij lid werd van de Confrerie Pictura en daar als meester actief was tot 1684. Tussen 1684 en 1689 werkte hij aan verschillende Duitse hoven, waarna hij terugkeerde naar Den Haag, waar hij bleef werken tot aan zijn overlijden in 1708 of 1709.
In 1661 trouwde hij in Den Haag met Anna Elisabeth Schortes. Naast zijn werk als schilder gaf hij ook les aan Christoffel Pierson, die later zelf een gerenommeerd schilder werd.
- Biografisch Portaal: 83559743
- RKD-Nederlands Instituut voor Kunstgeschiedenis: 55697
- Union List of Artist Names: 500012030
- Virtual International Authority File: 95754390